# Rufus Reid
Rufus Reid (10 februar 1944 i Atlanta Georgia) er en amerikansk bassist, lærer og komponist. 
Reid har spillet med Stan Getz, Victor Lewis, Jack DeJohnette, Dexter Gordon, Thad Jones/Mel Lewis Big Band, Andrew Hill, Eddie Harris etc. 
Han har også lavet plader i eget navn.